# Ruel Fox
Ruel Adrian Fox (Ipswich, 14 de janeiro de 1968) é um treinador de futebol e ex-futebolista britânico que defendeu a seleção de Montserrat. Atuava como meio-campista.

## Carreira
Jogou profissionalmente por 16 anos, tendo vestido as camisas de Norwich City (173 jogos e 22 gols) Newcastle United (58 partidas, 12 gols; o técnico Kevin Keegan chegou a referir-se a Fox como "o melhor jogador inglês da posição"), Tottenham Hotspur (106 partidas, 13 gols) e West Bromwich Albion (56 jogos e 2 gols), encerrando a carreira em 2002, depois que os Baggies caíram para a segunda divisão inglesa. Ainda jogou em nível semi-profissional por mais 3 anos, defendendo Stanway Rovers e Whitton United, onde acumulou as funções de jogador e técnico entre 2004 e 2005, quando se aposentou em definitivo.
Após deixar os gramados, abriu um restaurante, trabalhou como personal trainer em Ipswich e, desde 2012, é o presidente do Whitton United.

## Carreira internacional
Fox, que chegou a atuar em um jogo pela seleção B da Inglaterra em 1994, voltou a disputar uma partida internacional 10 anos depois, desta vez representando a ilha de Montserrat, onde já exercia o comando técnico dos Emerald Boys desde outubro, contra São Cristóvão e Nevis e Antígua e Barbuda, ambas pelas eliminatórias da Copa Ouro da CONCACAF de 2005.